# Supercoppa italiana 2010 (pallavolo femminile)
La Supercoppa italiana di pallavolo femminile 2010 si è svolta il 22 dicembre 2010: al torneo hanno partecipato due squadre di club italiane e la vittoria finale è andata per la quarta volta, la terza consecutiva, al Robursport Volley Pesaro.

## Regolamento
Le squadre hanno disputato una gara unica.

## Squadre partecipanti
| Squadra           | Qualificazione                  | Ultima partecipazione    |
| ----------------- | ------------------------------- | ------------------------ |
| Robursport Pesaro | Vincitrice Serie A1 2009-10     | Supercoppa italiana 2009 |
| Villa Cortese     | Vincitrice Coppa Italia 2009-10 | Debutto                  |

## Torneo
| 22 dicembre 2010 PalaRavizza, Pavia Durata: 1h:14 - Spettatori: 2 800 | Robursport Pesaro | 3 - 0 | Villa Cortese | 25-20, 25-20, 25-19 |